# 4965 Takeda
4965 Takeda este un asteroid din centura principală, descoperit pe 6 martie 1981 de Schelte Bus.